# Strzelin (district)
Strzelin (powiat strzeliński) is een Pools district (powiat) in de woiwodschap Neder-Silezië. Het district heeft een oppervlakte van 622,27 km² en telt 44.274 inwoners (2014). 

## Gemeenten
Het district omvat vijf gemeenten:
Stads- en landgemeenten:
- Strzelin (Strehlen)
- Wiązów (Wansen)

Landgemeenten:
- Borów (Markt Bohrau)
- Kondratowice (Kurtwitz)
- Przeworno (Prieborn)

Stadsdistricten:
Wrocław · Jelenia Góra · Legnica · Wałbrzych

Districten:
Bolesławiec · Dzierżoniów · Głogów · Góra · Jawor · Kamienna Góra · Karkonosze · Kłodzko · Legnica · Lubań · Lubin · Lwówek Śląski · Milicz · Oleśnica · Oława · Polkowice · Środa Śląska · Strzelin · Świdnica · Trzebnica · Wałbrzych · Wołów · Wrocław · Ząbkowice Śląskie · Zgorzelec · Złotoryja

Grootste steden:
Bielawa · Bolesławiec · Dzierżoniów · Głogów · Jelenia Góra · Legnica · Lubin · Oleśnica · Świdnica · Wałbrzych · Wrocław · Zgorzelec